# Южен буревестник
Южен буревестник (Fulmarus glacialoides) е вид птица от семейство Procellariidae.

## Разпространение
Видът е разпространен в Ангола, Антарктида, Аржентина, Австралия, Бразилия, Еквадор, Намибия, Нова Зеландия, Остров Буве, Перу, Света Елена, Възнесение, Тристан да Куня, Уругвай, Фолкландски острови, Чили, Южна Африка и Южна Джорджия и Южни Сандвичеви острови.